# Centre de coopération internationale en recherche agronomique pour le développement
 (septembre 2018).
Le Centre de coopération internationale en recherche agronomique pour le développement (Cirad) est l'organisme français de recherche agronomique et de coopération internationale pour le développement durable des régions tropicales et méditerranéennes. C'est un établissement public à caractère industriel et commercial (EPIC) français créé en 1984. Son siège social est situé à Paris.
En France, le Cirad comprend un centre de recherche, réparti sur deux sites différents, l'un à Montpellier (campus de Lavalette), l'autre à Montferrier-sur-Lez (campus de Baillarguet, avec notamment un Ecotron géré par le Cnrs), et des stations dans l'outre-mer français.
À partir de ses douze directions régionales réparties sur tous les continents, le Cirad mène des activités de coopération avec plus de cent pays.

## Histoire
À l’origine de la fondation en 1984 du Cirad se trouvent les neuf instituts de recherche agricole tropicale, pour la plupart datant des années 1940.
Ces instituts relevaient généralement d’un statut d’association à but non lucratif, avec pour objectif d'améliorer chacun un type de production. Ils sont rassemblés en 1958 au sein d’un Comité de liaison des organismes de recherches agricoles spécialisés outre-mer, puis réunis en 1970 pour former le Groupement d’étude et de recherche pour le développement de l’agronomie tropicale (Gerdat), dont est directement issu le Cirad,.
Instituts d'origine :
- l'Institut de recherches pour les huiles et oléagineux (Irho) ;
- l'Institut de recherches sur les fruits et agrumes (Irfa) ;
- l'Institut de recherches sur le caoutchouc (Irca) ;
- l'Institut d'élevage et de médecine vétérinaire des pays tropicaux (Iemvt) ;
- le Centre technique forestier tropical (Ctft) ;
- l'Institut de recherches du coton et des textiles exotiques (Irct) ;
- l'Institut français du café, du cacao et autres plantes stimulantes (Ifcc) ;
- l'Institut de recherches agronomiques tropicales et des cultures vivrières (Irat) ;
- le Centre d'études et d'expérimentation du machinisme agricole tropical (Ceemat).

## Missions
Sa mission centrale est de contribuer au développement rural des pays tropicaux et subtropicaux par des actions de recherche, des réalisations expérimentales, des actions de formation (France et étranger) ou encore la diffusion d'information scientifique et technique. Il travaille en coopération avec plus de 100 pays d'Afrique,  d'Asie, du Pacifique, d'Amérique latine et d'Europe. Les différents travaux sont réalisés dans des centres qui lui sont propres, et au sein de structures nationales de recherche agronomique des pays partenaires. Le Cirad met son expertise scientifique et institutionnelle au service des politiques publiques de ces pays et des débats internationaux sur les grands enjeux de l’agriculture. Il apporte son soutien à la diplomatie scientifique de la France. 

## Gouvernance, organisation, moyens humains, matériels et financiers
Le Cirad est placé sous la double tutelle du ministère de l’Enseignement supérieur et de la Recherche et du ministère de l'Europe et des Affaires étrangères. 
Le Cirad est administré par un conseil d'administration dont le président  assure la direction générale de l'établissement. Il est assisté d'un conseil scientifique. Le conseil d'administration comprend cinq représentants des ministères concernés,  le président de l'Institut national de recherche pour l'agriculture, l'alimentation et l'environnement,  six personnalités extérieures et six membres  élus par les personnels du centre. Le conseil scientifique comprend 10 personnalités scientifiques françaises et étrangères, dont huit au moins sont extérieures à l'établissement, nommées et cinq membres élus par les personnels.  
En 2024, le Cirad emploie 1 800 personnes (dont 800 chercheuses et chercheurs). 
Son budget opérationnel annuel est de 240 millions d'euros. Le financement provient pour les deux tiers du budget civil de recherche et de développement technologique (BCRD) et pour le tiers restant de ressources contractuelles.
Le Cirad est organisée en quatorze directions régionales : deux en France métropolitaine (Île de France et Languedoc-Roussillon), deux dans l’outre-mer français (Réunion-Mayotte et Antilles-Guyane) et dix à l’étranger (Brésil et pays du cône Sud, Amérique centrale et pays andins, Méditerranée et Moyen-Orient, Afrique de l’Ouest - Zone sèche, Afrique de l’Ouest – Forêt et savane humide, Afrique centrale, Afrique orientale, Afrique australe et Madagascar, Asie du sud-est continentale, Asie du sud-est insulaire). 
Le siège social du Cirad est implanté à Paris et le site principal d’activité se situe à Montpellier. Dans la région parisienne, le Cirad gère le site du Jardin Tropical, qui intègre le Centre international de recherche sur l'environnement et le développement (CIRED).
Le Cirad a fait l'objet d'une évaluation en 2016, se rapportant aux années 2014-2015 par le Haut Conseil de l'évaluation de la recherche et l'enseignement supérieur. Le rapport comprend des remarques et préconisations et la réponse du président-directeur.

### Principales activités du CIRAD de Montpellier
Le site principal de Montpellier en regroupe un peu plus de 60 % des personnels. Ses activités sont :
- la recherche en interaction avec les projets du terrain. Le centre de Montpellier fournit des méthodes scientifiques (analyse des génomes, amélioration des plantes), des techniques (culture in vitro, biologie moléculaire, analyses minérales) et des outils (bases de données, statistiques) ;
- la mise à disposition de prestations aux chercheurs et agriculteurs des régions chaudes (identification de maladies tropicales, choix de moyens de lutte, sélection variétale, analyse de bois, aliments) ;
- l'expertise : pour fournir des moyens comme la conception et l'évaluation de projets, ou encore l'appui aux politiques de recherche agronomique nationales et internationales ;
- la formation : le centre accueille plus de 800 chercheurs et techniciens chaque année ;
- l'information scientifique et technique par l'édition de revues, d'ouvrages et de cédéroms.

### Départements scientifiques
Le Cirad est organisé en trois départements scientifiques :
- département Systèmes biologiques (BIOS) ;
- département Performances des systèmes de production et de transformation tropicaux (PERSYST) ;
- département Environnements et sociétés (ES).

Il comprend 29 unités de recherche : sept unités propres de recherche (Upr), 21 unités mixtes de recherche (UMR) et une unité de service (Us).
Les activités éditoriales sont depuis 2006 confiées aux éditions Quæ, dont le siège est hébergé par l'INRA.

### Bibliothèques
Trois bibliothèques spécialisées en agronomie tropicale conservent les collections du Cirad. Le fonds ancien est conservé à la Bibliothèque historique de Nogent-sur-Marne. 
La bibliothèque numérique NumBA voit le jour en 2017 dans le cadre d'un partenariat Gallica marque blanche. 
En 2018, les bibliothèques du Cirad obtiennent le label CollEx (dispositif CollEx-Persée) pour la collection documentaire « De l'agronomie coloniale à l'agronomie tropicale : histoire de la recherche française depuis le XIXe siècle ».

## Applications
Parmi les applications pratiques ayant résulté des travaux de recherche des équipes du CIRAD figure Pl@ntNet, application pour smartphones et navigateurs Web d'identification des plantes à partir de photographies.